# Umberto Trabattoni
Umberto Trabattoni (Seregno, 28 novembre 1885 – Varese, 18 ottobre 1963) è stato un imprenditore e dirigente sportivo italiano, commissario straordinario e presidente del Milan e del Seregno.

## Biografia
Imprenditore brianzolo nell'ambito della compravendita e lavorazione dei filati di lana e del cotone. Arrivò al vertice del Milan nel 1940 in veste di Commissario straordinario fino alla reggenza pro tempore di suo genero Antonio Busini nel 1944, per poi divenire presidente all'indomani della Liberazione, nell'aprile del 1945. Mantenne la presidenza fino al 1954, per poi passarla nelle mani di Andrea Rizzoli. Abile nell'acquisto dei giocatori, costituì al Milan il trio svedese Gre-No-Li, formato da Gunnar Gren, Gunnar Nordahl e Nils Liedholm. Viene ricordato anche per essere il presidente che portò lo scudetto al Milan dopo 44 anni di digiuno (l'ultimo campionato vinto dai rossoneri prima di questo successo era infatti datato 1907). Infatti sotto la sua presidenza il Milan, da società che faticava a stare al passo con i tempi e che non aveva completato la trasformazione da società dilettantistica a società moderna, colmò il gap con le altre squadre. Ai rossoneri, nei decenni precedenti, mancava infatti quella maturità che avrebbe evitato molte sconfitte con le società minori, a fronte di ottimi risultati con le squadre più blasonate: questa contraddizione aveva poi impedito al Milan di vincere il titolo nazionale per decenni. Altro cambiamento importante del Milan sotto la presidenza di Umberto Trabattoni fu nella filosofia di gioco: da squadra operaia e corsara che si basava molto sulla forza fisica, il Milan diventò depositario di una filosofia che iniziò a prediligere l'organizzazione di squadra e il bel gioco, cosa che permise di conquistare anche il primo alloro in campo continentale, la Coppa Latina, vinta lo stesso anno dello scudetto. Fu anche Presidente del Seregno Calcio dal 1922 al 1935: in quel periodo fece costruire, a spese proprie, lo Stadio Ferruccio, in onore di un figlio scomparso prematuramente. La struttura è attualmente utilizzata dal Seregno.